# مانیا (کمیک)
مانیا (به انگلیسی: Mania) یک شخصیت خیالی ابرقهرمان می باشد در کتب و منتشر شده توسط مارول کمیکس است. این شخصیت اولین بار در ونوم شماره ۱ رو نمایی شد . یک سازمان به دنبال ساختن یک سیمبیوت بود ، ولی ونوم همه آنها را کشت و خودش یک سیمبیوت ساخت، و ونوم بالاخره مانیا را ساخت.